# Palais des Sports 1986
Palais des Sports 1986 est le nom des concerts donnés par Jeanne Mas au Palais des sports de Paris, en octobre de cette même année.

## Historique
Forte de deux albums à son actif et d'une première série de concerts donnés un an auparavant à  l'Olympia, Jeanne Mas remonte sur scène  pour une deuxième séries de concerts parisiens.
Son second album, Femmes d'aujourd'hui, sorti quelques mois avant, remportant un franc succès, elle se produit cette fois dans une salle plus grande.
Trois concerts étaient initialement prévus (les 21,22 et 23 octobre 1986), mais face à la demande, des dates sont ajoutées.
Elle se produira finalement six soirs au Palais des sports de Paris, du 20 au 26 octobre 1986.
Cette série de concerts fait partie de sa tournée qui se déroulera du 1er octobre 1986 au 17 avril 1987 (une soixantaine de dates en France, Suisse et Belgique), et sera captée le 18 mars 1987 à Lyon, et disposera d'une exploitation commerciale en septembre 1987 sous l'appellation Jeanne Mas en concert.
L'album est dédié à Daniel Balavoine, la tournée de ce dernier et celle de Jeanne Mas devaient se croiser à Lyon pour ne proposer qu'un seul et unique spectacle réunissant les deux artistes.
La mort accidentelle du chanteur en décidera malheureusement autrement.

## Titres interprétés
- Mourir d'ennui
- Sauvez-moi
- S'envoler jusqu'au bout
- Suspens
- Oh mama
- Idéali
- Lola
- Cœur en stéréo
- Toute Première Fois
- L'Enfant
- La Geisha
- Plus forte que l'océan
- Femme d'aujourd'hui
- En rouge et noir
- Johnny, Johnny
- Lisa

Des changements auront lieu dans les titres interprétés en tournée lors des dates qui suivront les concerts au Palais des sports de Paris :
- Mourir d'ennui
- Loin d'ici
- S'envoler jusqu'au bout
- Oh mama
- Idéali
- Lola
- Sauvez-moi
- Cœur en stéréo
- Toute Première Fois
- L'Enfant
- La Geisha
- Plus forte que l'océan
- Femme d'aujourd'hui
- La Bête libre (titre inédit)
- Lucie (en hommage à Daniel Balavoine)
- En rouge et noir
- Johnny, Johnny
- Lisa

## Musiciens
- Basse : Dominique Grimaldi
- Batterie : Stéphane Ianora
- Guitare : Benjamin Raffaelli
- Claviers : Robert Benzrihem, Arnaud Aubaille
- Percussions : Steve Shehan
- Direction Musicale : Thierry Durbet

## Informations Diverses
- Choristes : Sophie Proix, Véronique Perrault
- Danseuses : Cécile Mestre, Isabelle Hébrard, Elisabeth Rosso, Françoise Amiel
- Coordination de la chorégraphie : Marie-Cristine Maillet
- Direction technique et Régie principale : Robert Adamy
- Sonorisation de la salle : Gérard Trévignon
- Sonorisation de la scène : Philippe Corot
- Conception des éclairages et réalisation : Rock Ségovia
- Assistants aux éclairages et à la sonorisation : Marc Delbert, Christian Corot, Joël Le Cann, Fernand Ségovia, Serge Duponchel, Philippe Hatte, Jean-Dominique Cardon, Olivier Soulier, Laurent Renaud
- Projectionniste : Xavier Dabonneville
- Catering : Ludovic Ferragne
- Administration de la tournée : Jean-Pierre Bertola
- Assistantes de gestion : Sylvie Puech, Joëlle Belmonte
- Costumes : Jeanne Mas, Sylvana Fantino
- Management et relations publiques : "Têtes d'affiche" : Michèle Sebbag, Christian Blanchard
- Production du spectacle : "Limelight Productions" : Robert Bialek, Claude Jarroir
- Photographe : Bernard Mouillon

## Tournée 1986-1987
| Date             | Ville            | Date             | Ville           |
| ---------------- | ---------------- | ---------------- | --------------- |
| 1er octobre 1986 | Lille            | 29 novembre 1986 | Toulouse        |
| 2 octobre 1986   | Saint-Quentin    | 2 décembre 1986  | Montpellier     |
| 3 octobre 1986   | Jeaumont         | 3 décembre 1986  | Avignon         |
| 4 octobre 1986   | Lens             | 4 décembre 1986  | Marseille       |
| 7 octobre 1986   | Dijon            | 5 décembre 1986  | Toulon          |
| 8 octobre 1986   | Orléans          | 6 décembre 1986  | Nice            |
| 9 octobre 1986   | Tours            | 10 mars 1987     | Strasbourg      |
| 10 octobre 1986  | Angers           | 11 mars 1987     | Nancy           |
| 11 octobre 1986  | Le Mans          | 12 mars 1987     | Metz            |
| 20 octobre 1986  | Paris            | 13 mars 1987     | Mulhouse        |
| 21 octobre 1986  | Paris            | 14 mars 1987     | Reims           |
| 22 octobre 1986  | Paris            | 18 mars 1987     | Lyon            |
| 23 octobre 1986  | Paris            | 19 mars 1987     | Bourg-en-Bresse |
| 24 octobre 1986  | Paris            | 20 mars 1987     | Saint-Étienne   |
| 25 octobre 1986  | Paris            | 21 mars 1987     | Annemasse       |
| 26 octobre 1986  | Paris            | 24 mars 1987     | Perpignan       |
| 4 novembre 1986  | Lausanne         | 25 mars 1987     | Carcassonne     |
| 5 novembre 1986  | Lausanne         | 26 mars 1987     | Montauban       |
| 6 novembre 1986  | Besançon         | 27 mars 1987     | Pau             |
| 7 novembre 1986  | Valence          | 28 mars 1987     | Bayonne         |
| 12 novembre 1986 | Clermont-Ferrand | 31 mars 1987     | Angoulême       |
| 13 novembre 1986 | Annecy           | 1er avril 1987   | Nantes          |
| 14 novembre 1986 | Chambéry         | 2 avril 1987     | Quimper         |
| 15 novembre 1986 | Grenoble         | 3 avril 1987     | Rennes          |
| 18 novembre 1986 | Bruxelles        | 4 avril 1987     | Laval           |
| 19 novembre 1986 | Le Havre         | 7 avril 1987     | Amiens          |
| 20 novembre 1986 | Caen             | 9 avril 1987     | Évry            |
| 21 novembre 1986 | Rouen            | 10 avril 1987    | Évry            |
| 22 novembre 1986 | Rueil-Malmaison  | 11 avril 1987    | Nogent          |
| 25 novembre 1986 | Poitiers         | 14 avril 1987    | Pontoise        |
| 26 novembre 1986 | Montluçon        | 15 avril 1987    | Somain          |
| 27 novembre 1986 | Limoges          | 16 avril 1987    | Dunkerque       |
| 28 novembre 1986 | Bordeaux         | 17 avril 1987    | Valenciennes    |